# Robert Thomas (hockey sur glace)
Pour les articles homonymes, voir Thomas.
Robert Thomas (né le 2 juillet 1999 à Aurora dans la province de l'Ontario au Canada) est un joueur canadien de hockey sur glace. Il évolue au poste de centre.

## Biographie
Thomas a été sélectionné au 1er tour, 26e choix au total, par les Knights de London au repêchage de la LHO en 2015. 
Éligible au repêchage d'entrée dans la LNH 2017, il est choisi au 1er tour, 20e choix au total, par les Blues de Saint-Louis. À la suite de sa sélection par les Blues, il prend part au camp des recrues de l'équipe au cours l'été. Il participe également au camp d'entraînement et aux matchs préparatoires des Blues. Ses excellentes performances durant la pré-saison lui permettent ainsi de signer son contrat d'entrée de trois ans avec l'équipe, le 28 septembre 2017. 
Il est toutefois cédé à London afin de poursuivre son développement pour la saison 2017-2018. Durant la saison, il est cédé à une autre équipe de LHO, les Bulldogs de Hamilton avec laquelle il remporte la coupe ainsi que le trophée de meilleur joueur des séries éliminatoires.

## Statistiques

### En club
| Saison     | Équipe               | Ligue      |     | Saison régulière | Saison régulière | Saison régulière | Saison régulière | Saison régulière |    | Séries éliminatoires | Séries éliminatoires | Séries éliminatoires | Séries éliminatoires | Séries éliminatoires |
| Saison     | Équipe               | Ligue      | PJ  | B                | A                | Pts              | Pun              | PJ               | B  | A                    | Pts                  | Pun                  |                      |                      |
| 2015-2016  | Knights de London    | LHO        | 40  | 3                | 12               | 15               | 0                | 15               | 1  | 4                    | 5                    | 2                    |                      |                      |
| 2016-2017  | Knights de London    | LHO        | 66  | 16               | 50               | 66               | 26               | 14               | 3  | 9                    | 12                   | 6                    |                      |                      |
| 2017-2018  | Knights de London    | LHO        | 27  | 20               | 26               | 46               | 18               | -                | -  | -                    | -                    | -                    |                      |                      |
| 2017-2018  | Bulldogs de Hamilton | LHO        | 22  | 4                | 25               | 29               | 19               | 21               | 12 | 20                   | 32                   | 14                   |                      |                      |
| 2018-2019  | Blues de Saint-Louis | LNH        | 70  | 9                | 24               | 33               | 14               | 21               | 1  | 5                    | 6                    | 10                   |                      |                      |
| 2019-2020  | Blues de Saint-Louis | LNH        | 66  | 10               | 32               | 42               | 18               | 8                | 1  | 2                    | 3                    | 2                    |                      |                      |
| 2020-2021  | Blues de Saint-Louis | LNH        | 33  | 3                | 9                | 12               | 10               | 4                | 0  | 3                    | 3                    | 2                    |                      |                      |
| 2021-2022  | Blues de Saint-Louis | LNH        | 72  | 20               | 57               | 77               | 16               | 12               | 2  | 4                    | 6                    | 10                   |                      |                      |
| 2022-2023  | Blues de Saint-Louis | LNH        | 73  | 18               | 47               | 65               | 22               | -                | -  | -                    | -                    | -                    |                      |                      |
| 2023-2024  | Blues de Saint-Louis | LNH        | 82  | 26               | 60               | 86               | 48               | -                | -  | -                    | -                    | -                    |                      |                      |
| Totaux LNH | Totaux LNH           | Totaux LNH | 396 | 86               | 229              | 315              | 128              | 45               | 4  | 14                   | 18                   | 24                   |                      |                      |

### En équipe nationale
| Année | Équipe     | Compétition                          |   | PJ | B | A | Pts | Pun           |  | Résultat |
| 2015  | Canada U17 | Défi mondial -17 ans                 | 6 | 0  | 1 | 1 | 0   | Médaille d'or |  |          |
| 2018  | Canada U20 | Championnat du monde moins de 20 ans | 7 | 1  | 5 | 6 | 0   | Médaille d'or |  |          |

## Trophées et honneurs personnels

### Ligue de hockey de l'Ontario
- 2017-2018 : 
  - remporte le trophée Wayne-Gretzky 99
  - champion de la saison avec les Bulldogs de Hamilton

### Ligue nationale de hockey
- 2018-2019 : champion de la coupe Stanley avec les Blues de Saint-Louis
- 2023-2024 : participe au 68e Match des étoiles